# 本間祐輔
本間 祐輔（ほんま ゆうすけ、1981年11月19日 - ）は、日本の男性柔術家、総合格闘家。北海道恵庭市出身。IGLOO所属。
日本人として初めて世界柔術選手権（IBJJF World Jiu-Jitsu Championship）黒帯の決勝に進出した。

## 来歴
高校2年生の時よりブラジリアン柔術を始める。元々は総合格闘技(MMA)に興味があったが、柔術の楽しさにのめりこんでしまったという。
2007年8月、世界柔術選手権に初出場し、アダルト黒帯ルースター級に出場。前年の同級世界王者ダニエル・オテロを破って決勝に進出。日本人として初めて世界柔術選手権の決勝に進出した。
2008年6月、世界柔術選手権に出場し、アダルト黒帯ルースター級で再び決勝に進出するも、決勝ではカイオ・テハに4-6で敗れ、2年連続の準優勝となった。
2009年9月、総合格闘家に転向。全日本アマチュア修斗選手権・バンタム級(-56kg)で優勝を果たし、プロ昇格が認められた。
2010年2月14日、「SHOOTO GIG NORTH Vol.5」で行われたバンタム級新人王トーナメント1回戦でプロ修斗デビューを果たし、吉田勲にフロントスリーパーホールドで一本勝ちを収めた。6月27日の2回戦では大里洋志に三角絞めで一本勝ちを収めた。10月16日の準決勝では安永有希に三角絞めで一本勝ちを収めた。12月18日の決勝ではランボー宏輔に右ストレートによるKO負けを喫し準優勝となった。
2011年6月、世界柔術選手権に出場。ルースター級で準決勝に進出するも、カイオ・テハに敗れる。大会後、引退。
2015年11月、引退から復帰。世界ノーギ柔術選手権（World Nogi Brazilian Jiu-Jitsu Championship）に出場し、ルースター級で決勝に進出。決勝ではカイオ・テハに敗れる。
2018年3月、アジア・マスター柔術選手権(Master International IBJJF Jiu-Jitsu Championship – Asia 2018)にて競技へ再復帰。

## 戦績

### 総合格闘技
| 総合格闘技 戦績 | 総合格闘技 戦績 | 総合格闘技 戦績 | 総合格闘技 戦績 | 総合格闘技 戦績 | 総合格闘技 戦績 | 総合格闘技 戦績 |
| --------------- | --------------- | --------------- | --------------- | --------------- | --------------- | --------------- |
| 5 試合          | (T)KO           | 一本            | 判定            | その他          | 引き分け        | 無効試合        |
| 3 勝            | 0               | 3               | 0               | 0               | 0               | 0               |
| 2 敗            | 1               | 0               | 1               | 0               | 0               | 0               |

| 勝敗 | 対戦相手     | 試合結果                           | 大会名                                                                                        | 開催年月日     |
| ×    | ランボー宏輔 | 1R 4:52 KO（右ストレート）         | 修斗 THE ROOKIE TOURNAMENT 10 FINAL 【新人王決定トーナメント バンタム級 決勝】                | 2010年12月18日 |
| ○    | 安永有希     | 1R 4:11 三角絞め                   | 修斗 SHOOTING DISCO 13 〜どうにもとまらない!!!〜 【新人王決定トーナメント バンタム級 準決勝】 | 2010年10月16日 |
| ○    | 大里洋志     | 1R 2:34 三角絞め                   | 修斗 SPIRIT 2010 Summer 【新人王決定トーナメント バンタム級 2回戦】                           | 2010年6月27日  |
| ×    | 戸澤真澄美   | 5分2R終了 判定0-2                  | 修斗 SHOOTO GIG TOKYO Vol.4                                                                   | 2010年4月24日  |
| ○    | 吉田勲       | 1R 1:07 フロントスリーパーホールド | 修斗 SHOOTO GIG NORTH Vol.5 【新人王トーナメント バンタム級 1回戦】                           | 2010年2月14日  |

### グラップリング
| 勝敗 | 対戦相手             | 試合結果                           | 大会名                                                     | 開催年月日    |
| ×    | ギリェルミ・メンデス | 3R（4分/4分/2分）終了 ポイント0-18 | DEEP X 03                                                  | 2008年7月5日  |
| ○    | 小松晃               | 1R 2:58 腕ひしぎ三角固め           | DEEP X 02 【リアルキングトーナメント 62kg以下級 決勝】     | 2007年12月2日 |
| ○    | 端智弘               | ポイント4-2                        | DEEP X 02 【リアルキングトーナメント 62kg以下級 準決勝】   | 2007年12月2日 |
| ○    | 西林浩平             | 2:09 三角絞め                      | DEEP X 02 【リアルキングトーナメント 62kg以下級 準々決勝】 | 2007年12月2日 |

## 獲得タイトル
- アジア柔術選手権 黒帯ルースター級 優勝（2006年）
- 世界柔術選手権 黒帯ルースター級 準優勝（2007年）
- 世界柔術選手権 黒帯ルースター級 準優勝（2008年）
- 世界柔術選手権 黒帯ルースター級 3位（2011年）
- 世界ノーギ柔術選手権 黒帯ルースター級 準優勝（2015年）
- DEEP X リアルキングトーナメント 62kg以下級 優勝（2007年）
- 第1回全日本修斗グラップリング選手権大会 バンタム級 優勝（2004年）
- 第2回全日本修斗グラップリング選手権大会 バンタム級 優勝（2005年）
- 第16回全日本アマチュア修斗選手権 バンタム級 優勝（2009年）
- プロ修斗新人王決定トーナメント 準優勝（2010年）
- アジア・マスター柔術選手権　マスター2黒帯ルースター級 優勝（2018年）